# Морено Баптиста, Висенте
Висенте (Винценц) Морено Баптиста (исп. Vicente Moreno Baptista; 7 января 1773, Антекера, Малага — 10 августа 1810, Гранада) — известный испанский партизан, герой войны за независимость Испании. Капитан регулярной испанской армии.
Пехотный капитан Висенте Морено Баптист является одним из выдающихся героев войны за испанскую независимость, отдавших свою жизнь в защите страны и её идеалов.
В 1792 году вступил в армию. Сразу проявил себя в ходе Наполеоновских войн. За проявленную храбрость, иногда граничащую с безрассудством, в сентябре 1795 года был повышен в звании и стал кадетом своего полка.
С апреля 1799 года — второй лейтенант. В сентябре 1800 года — первый лейтенант. В июле 1805 стал лейтенантом. В 1808 году был назначен помощником 2-го батальона своего пехотного полка.
Участвуя в сражении с французами под Оканья (1809) за проявленную отвагу в 1809 году повышен в звании до капитана.
Учитывая поражения испанцев, организовал партизанский отряд в горах Сьерра-Морена. Вступил в активную борьбу с наполеоновскими войсками, не считаясь с силами врага, систематически атаковал любой конвой французов. Противник вынужден был бросить усиленные отряды на уничтожение партизан Морено, что в итоге им удалось после кровопролитных боев. Оставшиеся в живых герильяс нашли убежища в Малаге, где Морено решил продолжать борьбу, чтобы защитить независимость своей родины и вскоре стал одним из самых опасных бойцов в Андалусии.
Одержав победу во многих боях, попал в засаду, был ранен и взят в плен. Он был помещён в тюрьму в Гранаде, французские власти безуспешно пытались привлечь Морено на свою сторону, предлагая ему разные награды и условия.
Получив отказ, гражданский суд осудил и приговорил его к смертной казни. Морено протестовал, утверждая, что, будучи капитаном пехоты испанской армии, он должен был быть судим военным судом.
Он вновь отказался от предложенного прощения взамен за предательство партизан, возмущенный, сделанным ему гнусным предложением.
С большим присутствием духа, капитан Морено Баптиста на рассвете 10 августа 1810 года взошёл на эшафот и был повешен.
Пример его героизма и самоотверженности послужил мощным стимулом у других испанцах благородного желания продолжить борьбу с французскими войсками.
Для увековечивания его памяти в декабре 1812 года, Морено было присвоено звание почётного офицера Малагского полка, в котором он служил.
В 1908 году в городе Антекера в честь героя установлена бронзовая статуя.